# 霍格沃茨特快列车

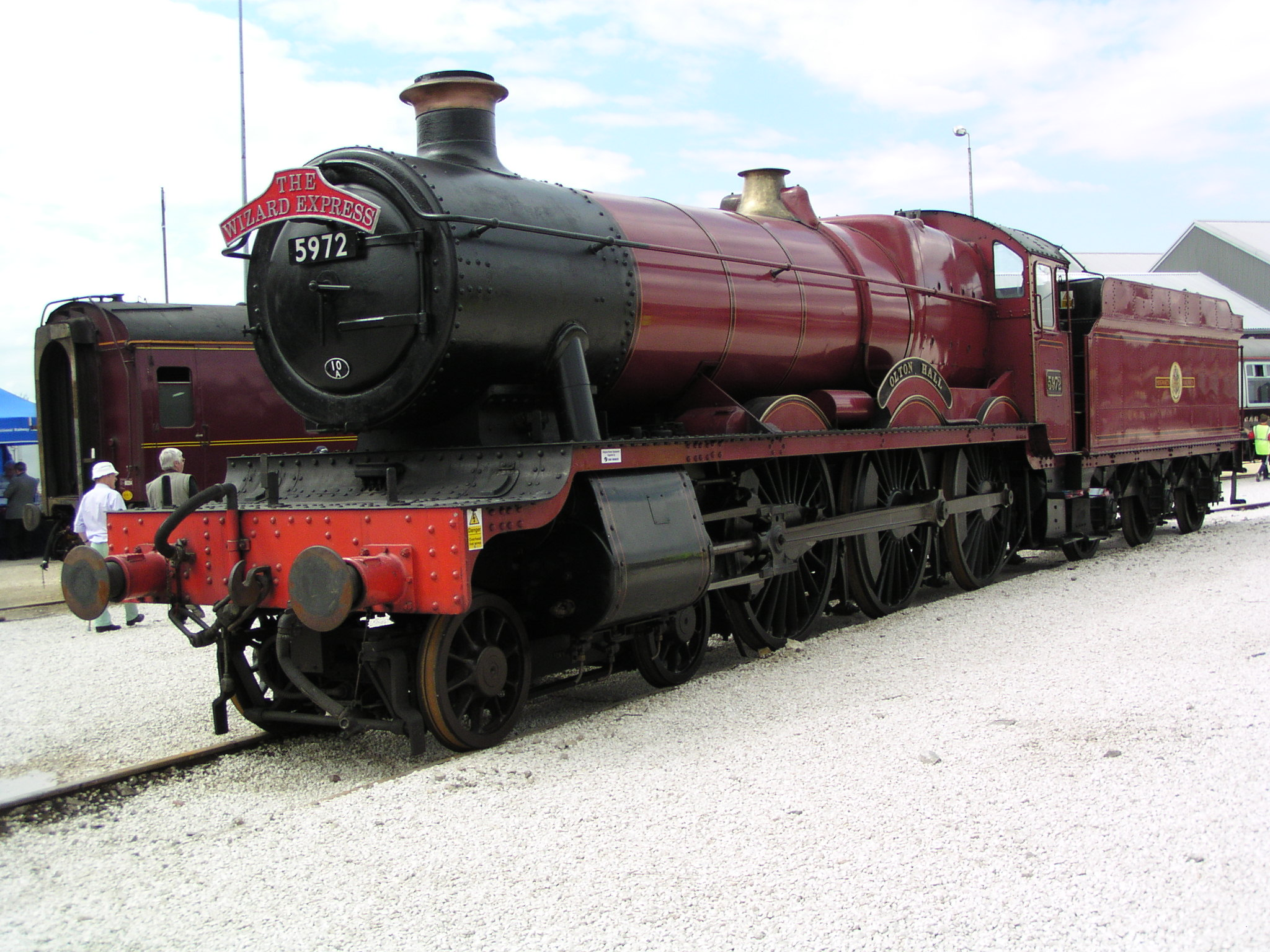
《哈利波特》系列电影中的霍格沃茨特快列车原型：大西部铁路4900型蒸汽机车 5972 Olton Hall

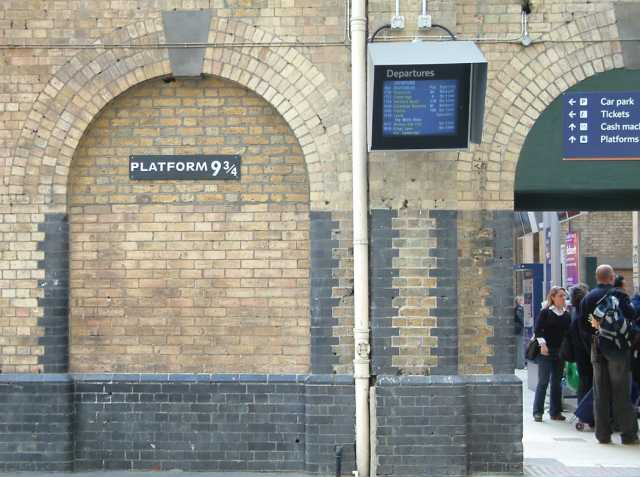
国王十字车站9¾月台

霍格華茲特快列車（英語：Hogwarts Express）是出現於《哈利·波特》系列小說中的一輛虛構的魔法列車，這輛列車在倫敦與霍格華茲之間運行。起始站位於倫敦的國王十字车站的9¾月台，進入的方法是穿越九號與十號月台之間的隔牆（麻瓜無法進入這個月台）。學校級長擁有專屬的車廂，那是位於列車的前端位置。列車隔間似乎是按照字母順序排列，例如根據《哈利波特－混血王子的背叛》所述，史拉轟俱樂部（聚會的車廂位於列車尾段的C區。當列車到達終點站活米村站之後，霍格華茲的一年級新生會按照傳統在海格的帶領下坐船渡湖到達霍格華茲，而其他高年級學生則乘坐由騎士墮鬼馬拉動的馬車經學校正門到達霍格華茲。

## 背景
霍格華茲特快列車於1850年代開始使用。在此之前，學生們過去經常乘坐飛天掃帚或魔法馬車往返學校。直至1950年代，英國的一些寄宿學校才有於開學及假期的時候雇專用列車接送學生的習慣，這應該是霍格華茲特快列車的靈感來源。
電影改編中使用的蒸汽引擎是GWR 4900 Class 5972 Olton Hall，但這並非第一輛偽裝成霍格華茲特快列車的火車頭。為了宣傳這些小說，南部鐵路公司的SR West Country class 21C127 Taw Valley被重新粉飾並臨時更名，由於這使電影看起來「太現代化」了，以致被導演克里斯·哥倫布拒絕。霍格華茲特快列車系列的拍攝地點包括了北約克郡沼澤鐵路的高斯蘭鐵路站、倫敦國王十字車站，以及沿著西高地線從蘇格蘭威廉堡至馬萊格鐵路站穿過格倫菲南高架橋的雅各派特快列車（Jacobite Express）路線。
霍格華茲特快列車經已製作了幾輛模型火車，OO規格由霍恩比鐵路生產，雖然這是城堡級火車頭，而不是電影中所使用的霍爾級火車頭。一個軌道供電HO軌的軌距模型由馬克林公司生產，而兩軌的H0/00由巴合曼工業公司於2000年代早期生產。樂高集團經已生產了幾個現已停產的樂高火車規格模型。萊昂內爾公司在其2007年的產品目錄中發布了一套O型規格，並於2008年推出G型規格。
為了奧蘭多環球影城度假村的擴建而創建的哈利波特魔法世界裡有著霍格華茲特快列車功能齊全的完整尺寸複製品，該項目將佛羅里達州環球影城的斜角巷擴建的國王十字車站跟冒險島的活米村站連接起來，該模型由多貝瑪亞/格拉文達集團以索道鐵路客運的形式製造，而霍格華茲特快列車的國王十字車站於9號月台與10號月台之間有一堵牆，乘客能夠就像在第一部電影中一樣以步行「穿越」9+3⁄4月台。

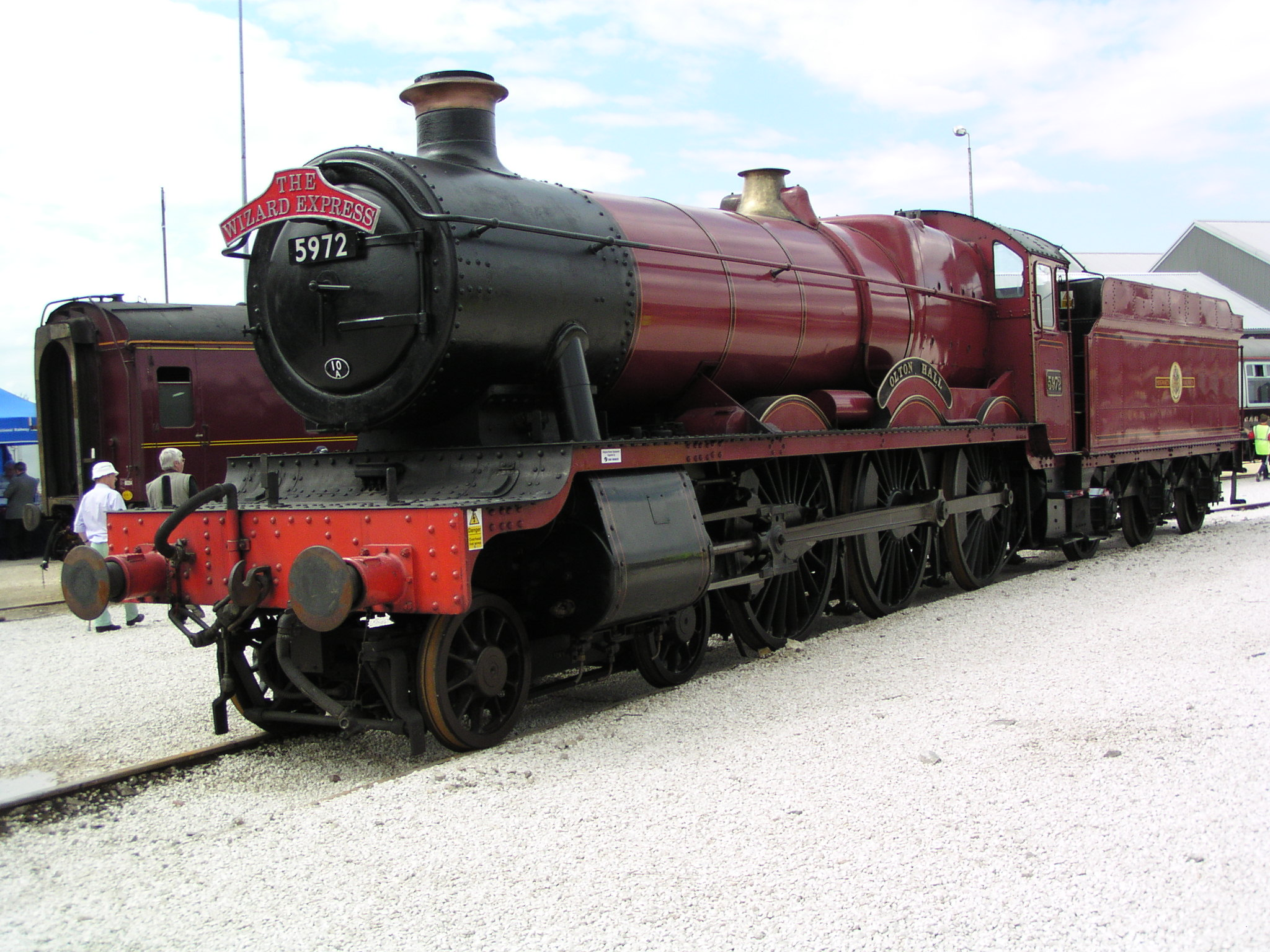
在電影系列中用作霍格華茲特快列車使用的GWR 4900 Class 5972 Olton Hall（英语：GWR 4900 Class 5972 Olton Hall）蒸汽引擎火車頭。
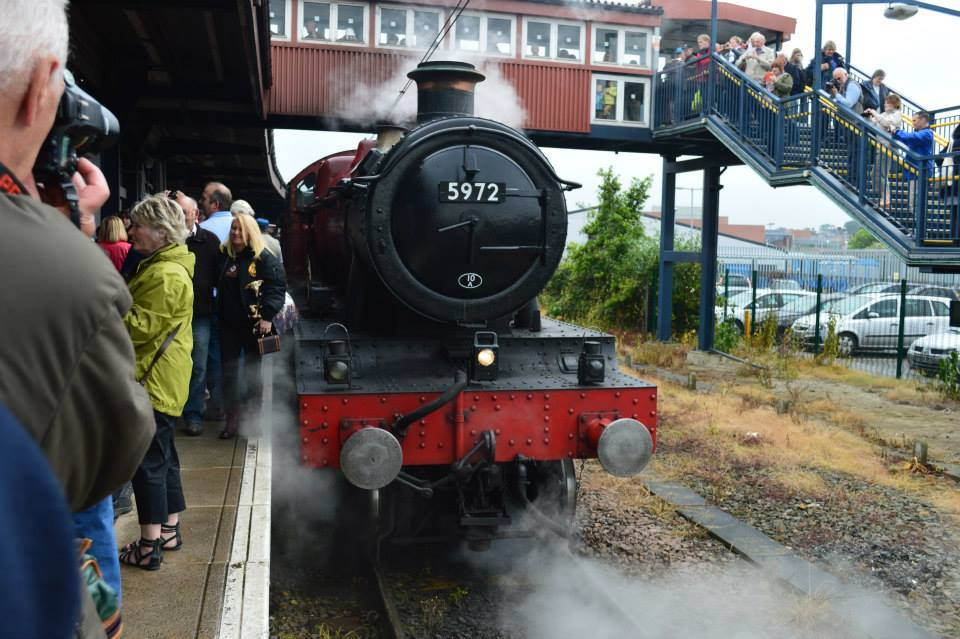
在2014年6月，約克大概曾有5,972人專門為來自曼徹斯特的狂熱者工作。

## 故事
在《哈利·波特与魔法石》中，哈利在第一次乘车时遇到了他的两个最好的朋友罗恩和赫敏。书中记述哈利乘坐过十次霍格沃茨特快列车，分别是一年级、三年级、四年级和五年级各两次，二年级的时候因為和罗恩乘坐衛斯理先生的飞天汽车到校而只有回程時乘坐列車，而六年级的时候没有描述哈利如何离校、只知道去程乘坐。
前五年中，哈利下车后都能见到弗农姨父和佩妮姨妈，尽管他们不喜欢他，但是还是會来接他。

## 9¾月台

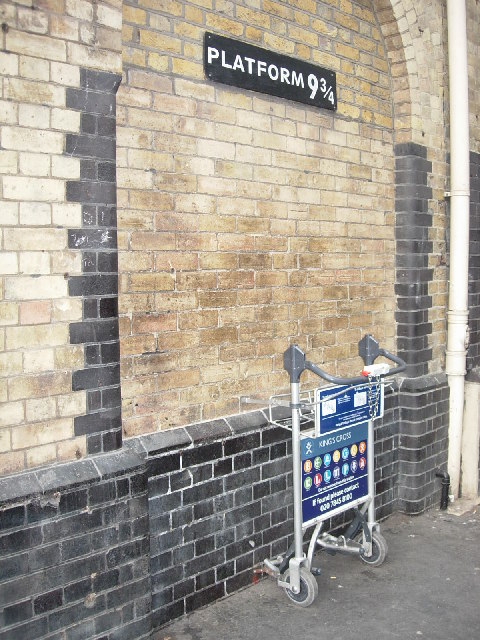
国王十字车站9¾月台的行李手推车

在現實世界，国王十字车站的第9和10铁轨之间并没有月台。因此，電影劇組在拍摄期间使用第4和5月台並重新编号。J·K·罗琳曾表示她弄錯了国王十字车站和尤斯顿站的建筑结构，但尤斯顿站的第9和10铁轨之间仍然没有月台。
如今，国王十字车站只有第9a和9b月台，仍没有9¾月台；但是，这两道铁轨的建筑外有“9¾月台”的指示牌，還放置了一个被卡在墙中的行李手推车，以纪念这部作品。